# Cássio Cunha Lima

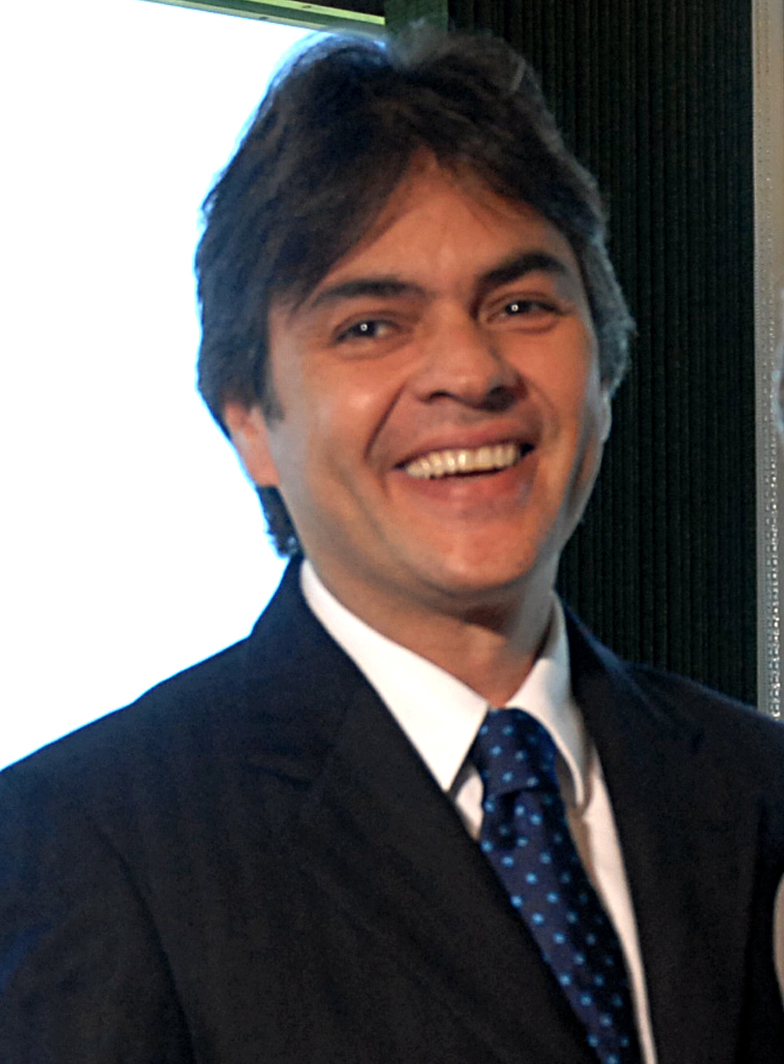
Cássio Cunha Lima en 2006.

Cássio Rodrigues da Cunha Lima (Campina Grande, 5 de abril de 1963) es un político brasileño afiliado al PSDB.
Empezó su carrera política en el PMDB, siendo elegido diputado federal constituyente en 1986 con tan solo 23 años. Fue elegido como alcalde de Campina Grande en 1988, 1996 y 2000. Renunció como alcalde en el 2002 para presentarse por el PSDB para gobernador de Paraíba. Conseguiría la victoria, convirtiéndose de este modo en gobernador del estado. Cuatro años después, en las elecciones a la gobernadoría del 2006 fue reelegido en una segunda vuelta ante José Maranhão, con el 51,35% de los votos válidos.